# KiKA
KiKA (Der KinderKAnal von ARD und ZDF  [Canalul Copiilor - ARD și ZDF]) este un post public de televiziune din Erfurt, Germania destinat copiilor.